# Rick Yune
Rick Yune, nato Richard Yun (hangŭl: 윤성식; hanja: 尹成式; latinizzazione: Yun Seong Sik; Washington, 22 agosto 1971), è un attore, artista marziale ed ex modello statunitense di origini sudcoreane.

## Biografia
Fratello maggiore dell'attore Karl Yune, Rick si è laureato in Finanza alla University of Pennsylvania nel 1994. È apparso in film quali La neve cade sui cedri, Fast and Furious ed il capitolo La morte può attendere di James Bond.
Rick pratica diverse forme di arti marziali, con una certa preferenza per il Taekwondo, con il quale ha raggiunto standard olimpionici diventando parte della squadra statunitense alla sola età di 19 anni.
Egli ha cambiato la dicitura del suo cognome da "Yun" a "Yune", come effetto della scelta della Screen Actors Guild (SAG).

## Filmografia

### Cinema
- La neve cade sui cedri (Snow Falling on Cedars), regia di Scott Hicks (1999)
- Fast and Furious (The Fast and the Furious), regia di Rob Cohen (2001)
- The Fence, regia di Steven Ayromlooi (2001)
- La morte può attendere (Die Another Day), regia di Lee Tamahori (2002)
- The Fifth Commandment, regia di Jesse V. Johnson (2008)
- Alone in the Dark II, regia di Michael Roesch, Peter Scheerer (2009)
- Beyond Remedy, regia di Gerhard Hroß (2009)
- Ninja Assassin, regia di James McTeigue (2009)
- L'uomo con i pugni di ferro (The Man with the Iron Fists), regia di RZA (2012)
- Attacco al potere - Olympus Has Fallen (Olympus Has Fallen), regia di Antoine Fuqua (2013)
- Alita - Angelo della battaglia (Alita: Battle Angel), regia di Robert Rodriguez (2019)
- Jiu Jitsu, regia di Dimitri Logothetis (2020)
- Tetris, regia di Jon S. Baird (2023)

### Televisione
- Da un giorno all'altro (Any Day Now) – serie TV, 1 episodio (2000)
- The Division – serie TV, 1 episodio (2001)
- Alias – serie TV, episodio 4x01-4x02 (2005)
- Boston Legal – serie TV, episodio 1x14 (2005)
- CSI - Scena del crimine (CSI: Crime Scene Investigation) – serie TV, episodio 7x03 (2006)
- Futurestates – serie TV, 1 episodio (2011)
- Marco Polo – serie TV, 15 episodi (2014-2016)
- Prison Break – serie TV, 6 episodi (2017)

### Video musicali
- Call U Sexy - VS Music Video
- Someone (1997) - video musicale di SWV feat. Puff Daddy

## Doppiatori italiani
Nella versione in italiano dei suoi film, Rick Yune è stato doppiato da:
- Roberto Gammino in Fast and Furious, Prison Break
- Luigi Ferraro in Alias, CSI - Scena del crimine
- Riccardo Niseem Onorato ne L'uomo con i pugni di ferro
- Francesco Meoni in Attacco al potere - Olympus Has Fallen
- Luca Ward ne La neve cade sui cedri
- Riccardo Scarafoni in Marco Polo
- Francesco Bulckaen ne La morte può attendere
- Paolo De Santis in The Fifth Commandment
- Mirko Mazzanti in Ninja Assassin